# フタマタ恋愛
『フタマタ恋愛』（フタマタれんあい）は、アダルトゲームブランドASa Projectより2022年4月28日に発売された美少女ゲーム。略称は「フタ恋」。
2022年8月26日には『フタマタ恋愛 瑠衣＆宮子 ミニアフターストーリー』が、2022年12月23日には『フタマタ恋愛 結愛＆煌 ミニアフターストーリー』がそれぞれ発売された。
本作ではこれらのファンディスクについても解説する。

## あらすじ
主人公・古賀 凪青は合コンで十色 煌という女性と出会い、介抱する。その翌朝、煌は一夜を共にしたと誤解し、責任を取るということでお互いよくわからぬまま付き合うことにした。ところが、凪青の片思いの相手・信田 結愛からもあなたと付き合うと一方的に言われてしまう。今更断るわけにもいかない凪青は二股をかけるはめになってしまった。

## 個別ルート
瑠衣ルートアフター
凪青と瑠衣は恋人同士になり、2人でデートに行ったり、コスプレをしたりして楽しんでいた。
宮子ルートアフター
宮子、もといみゃ～こは、恋人になった凪青に対してネコ語で甘えることをいとわなくなった。
結愛ルートアフター
ある夜、結愛はごま太郎とプリンを携えて凪青の家に転がり込んでくる。
煌ルートアフター
煌が凪青の子を妊娠したのもつかの間、またもや二股疑惑がかかる。

## 登場人物
古賀 凪青（こが なお）
本作の主人公。色々あって、二股してしまう。不眠症を患っている。
海野 宮子
声：森谷こころ
本作のメインヒロインの1人。人馴れした野良猫のような性格をしており、どこかに消えたかとおもえば、ふらっと、寄ってくることもある。凪青とは近い関係にあり周囲からは恋人と思われていえるが、実際はむしろ家族に近い関係である。
十色 煌
声：東雲りあ
本作のメインヒロインの1人。海外から留学してきたハーフ娘。酔った所を介抱してくれた凪青と一夜を共にしてしまった勘違いしてしまい、その責任を取ってもらうべく、彼と付き合うことになる。人見知りで、ルームメイトのレイラ以外に友人がいない。
信田 結愛
声：春乃いろは
本作のメインヒロインの1人。 明るいふるまいから、周囲からの人気が高い一方、人に弱みを見せることは少ない。突然、凪青に付き合うことを宣言し、彼と付き合う。
御子柴 瑠衣
声：夏峰いろは
本作のメインヒロインの1人であるオタク少女。コスプレイヤーとしてSNSでは知られている一方、本人はこのことを公にしておらず、コスプレに際してはいつもマスクをしている。なぜか結愛に執着しており、彼女との関係のために凪青の二股ライフをサポートすることになる。高圧的な態度が目立つが、文句を言いつつも、頼めば大抵の事は引き受けてくれる。

## 制作
前作の『恋愛×ロワイアル』ではヒロイン同士の恋愛バトルを主人公が眺めるという内容だったのに対し、本作は濃厚なストーリーを用意し主人公に選ばせる方針が取られた。笑わせつつも主人公に選ばせようと考える中で、題名に「フタマタ」がつけられた。天都はこのような題材にした理由として、方向性の近いHOOKSOFTやSMEEとの差別化を挙げている。
天都はSMEE代表・宅本うととの対談の中で、ASa Projectの傾向として主人公が問題児になりやすいと話しており、本作はそれに輪をかけた問題児であるため、このような題名をつけたと明かしている。天都はこのような題名について指摘されるであろうと思っていたが、企画会議で通ったと話す一方、宅本は後で知って驚いたと話している。なお、天都は好みが分かれる作品であることを見越し、その配慮として「二股」の部分をカタカナにしたと話している。

## 反響
| 部門名       | Getchu.com |
| ------------ | ---------- |
| 総合         | 11位       |
| シナリオ     | 8位        |
| グラフィック | 7位        |
| 音楽         | 8位        |
| システム     | 圏外       |
| ムービー     | 8位        |
| エッチ       | 圏外       |

Getchu.comによる「美少女ゲーム大賞2022」での結果は右表の通り。
また、2022年度の「萌えゲーアワード」ではシナリオ賞を受賞した。